# Донеччина TV
«Донеччина TV» — закритий краматорський інформаційний регіональний телеканал, створений на базі комунального підприємства «Регіональна телерадіокомпанія „Регіон-Донбас“».
В етері телеканалу показувалося сучасне життя Донецької області. Темами для обговорювання були історія української Донеччини та перспективи розвитку східного краю.

## Історія
Телеканал створений у Краматорську Донецькою обласною військово-цивільною адміністрацією та групою медійників, що раніше створювали суспільне мовлення в зоні АТО (телеканал «ДоТБ» і ЛОТ, радіостанцію «Голос Донбасу»).
21 грудня 2017 року Національна рада України з питань телебачення і радіомовлення видала ліцензію на супутникове мовлення КП «Регіональна телерадіокомпанія „Регіон-Донбас“».
Телеканал припиняв мовлення 31 грудня 2019 року і 19 червня 2020 року. Однак, в обох випадках відновлював мовлення 1 березня і 25 серпня 2020 року відповідно.
Восени 2020 року колишня журналістка «5 каналу» та медіатренерка Дарина Феденко стала генеральною продюсеркою телеканалу.
1 січня 2022 року телеканал вчергове припинив мовлення.

## Передачі
- «Спортивна Донеччина» — проєкт Олени Грамової про розвиток спорту в регіоні, людей, які досягли значних результатів у своїй сфері, тенденції та нові спортивні захоплення жителів
- «Профіль» — проєкт Віктора Сотнікова про людей та їхні професії
- «За лаштунками» — проєкт Марії Деревягіної у форматі інтерв'ю із творчими людьми, які живуть і працюють в обласних закладах культури, розважальних центрах та відомими особистостями, які приїжджають на Донеччину
- «Time4kids show» — проєкт Дмитра Кононова про розваги, ініціативи, подорожі, розвиток громад очима дітей та підлітків
- «Громади» — проєкт Юлії Коршенко про розвиток та туристичні напрями різних ОТГ Донеччини
- «Про важливе» — аналітичні інтерв'ю з представниками Донецької облдержадміністрації, керівниками підрозділів та районів, експертами в певній галузі.
- «Дивись своє» — відеоролики про історичні та туристичні пам'ятки регіону, зняті за допомогою квадрокоптеру, без ведучих, з поданням інформації про місце
- «Розповідаємо» — блог про російську пропаганду, військових, які борються з окупантом, історичні факти та події, які доводять, що Донбас не є російською територією
- «Твоє здоров'я» — пояснювальний блог лікаря у форматі відповіді на питання глядачів, об'єднані однією темою